# Échelle métrique de l'intelligence

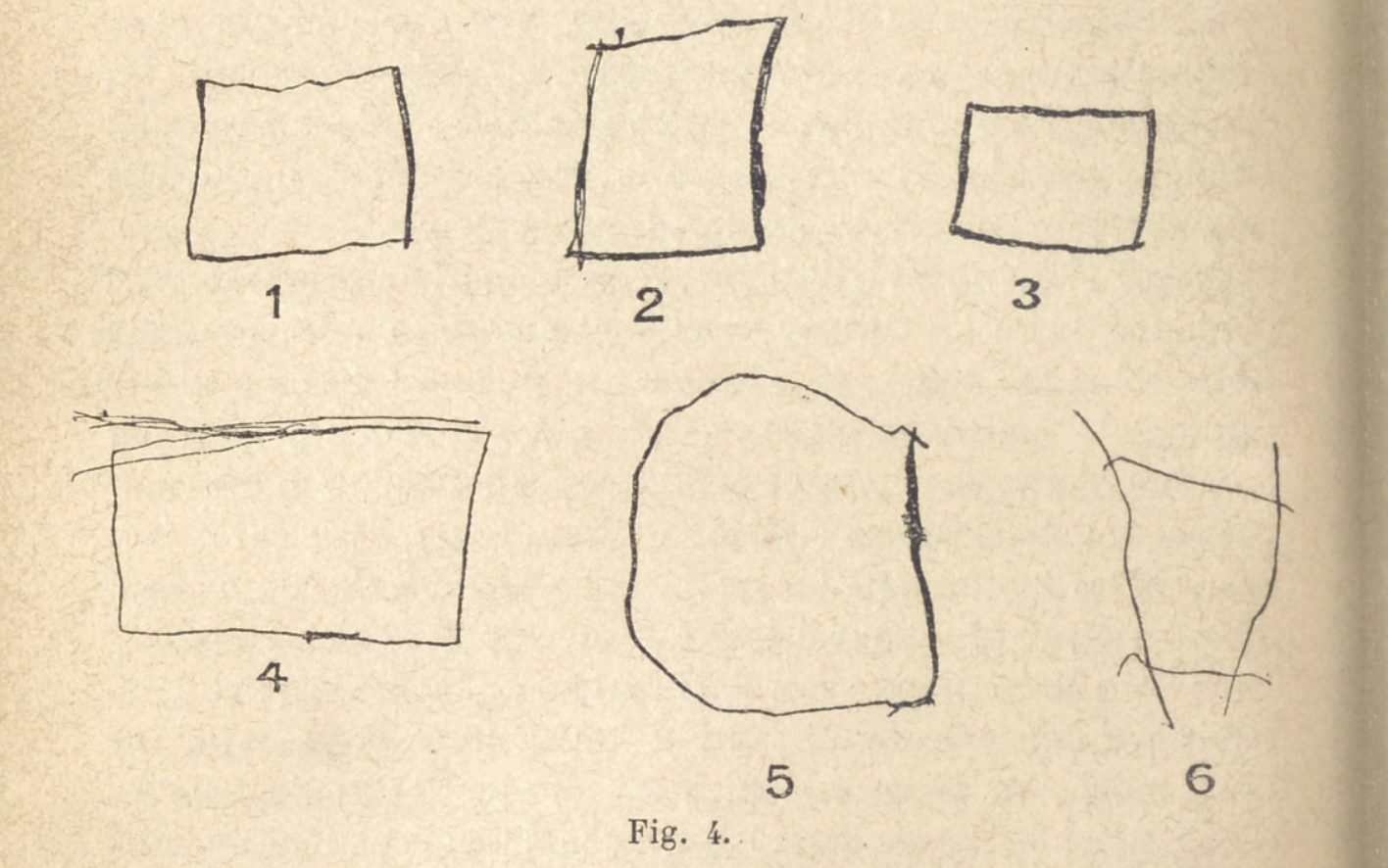
Test du carré pour enfant de cinq ans,.

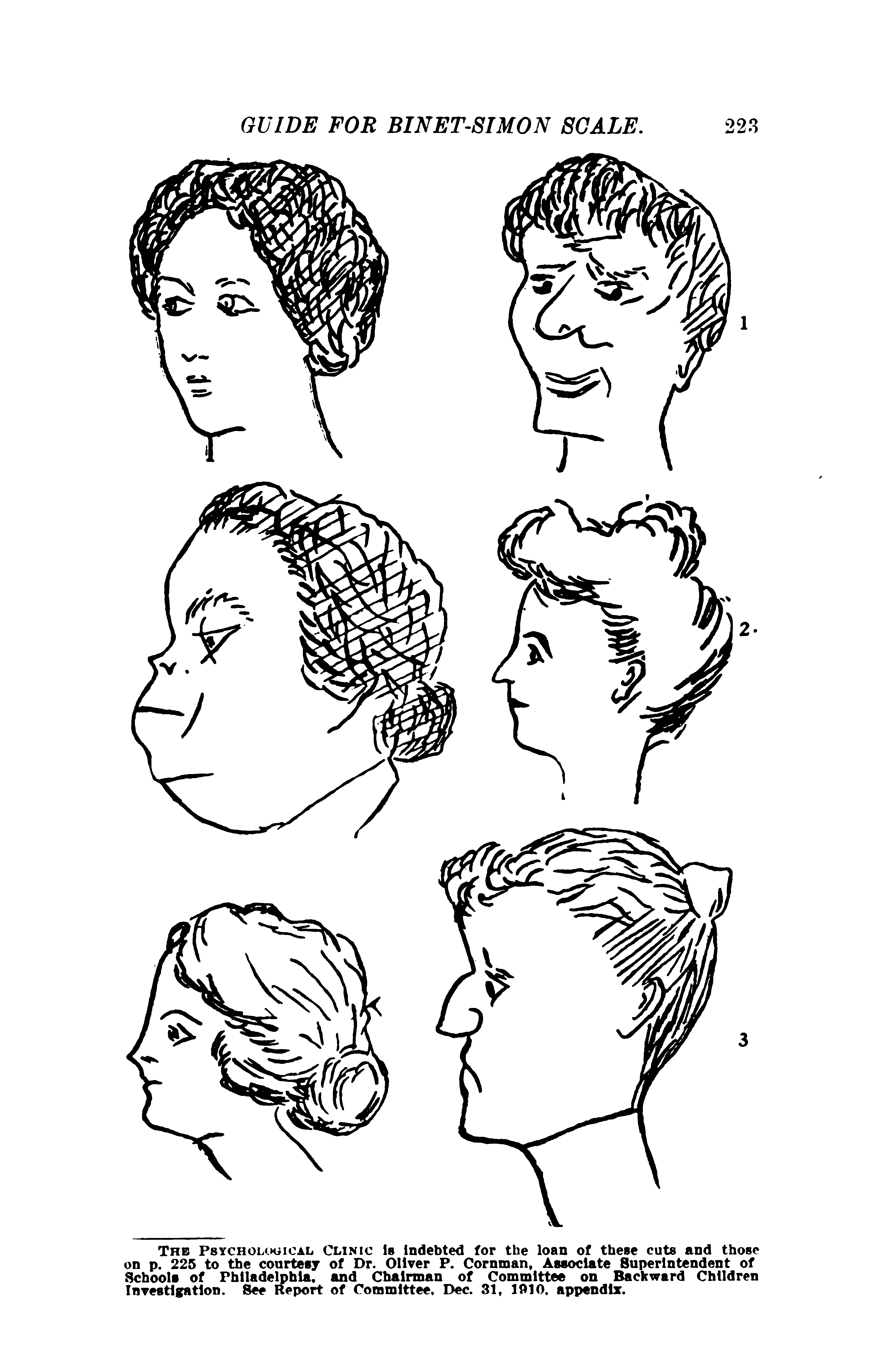
Comparaisons esthétiques pour enfant de six ans ,.

Alfred Binet et Théodore Simon proposent, en 1905, la première échelle métrique d'intelligence. Cette échelle de développement sert à estimer le degré de développement intellectuel de l'enfant. Les items visent à mesurer le développement mental, sans faire appel aux connaissances de l'enfant. En 1916, le test de Stanford-Binet introduit la notion de quotient intellectuel, ou QI. Puis, en 1966, le psychologue et universitaire français René Zazzo introduit une « nouvelle échelle métrique de l'intelligence » (NEMI).

## Différentes écoles de psychométries
Selon Murrey et Hernstein, « il existe actuellement trois grandes écoles en matière de psychométrie, et qu'une seule d'entre elles soutient leur conception de g et du QI : ces trois écoles sont, selon eux : 
- La « classique », dont la thèse défendue dans The Bell Curve, concevant l'intelligence à l'instar d'un organe ;
- La « révisionniste », interprétant l'intelligence comme un processus de traitement de l'information [ex cognitivisme, intelligence artificielle];
- et la « radicale », envisageant l'intelligence comme une entité aux facettes multiples. [ex : René Zazzo, théorie des intelligences multiples d'Howard Gardner].

Les écoles psychométiques « classiques » et « réformistes » restent dans le cadre de l'héréditarisme.
Or, selon Stephen Jay Gould, « Binet rejetait l'interprétation héréditariste, et ne voulait se servir de ce test que comme moyen de déceler les enfants ayant besoin d'une aide éducative particulière; je ne peux que faire l'éloge d'un tel objectif parfaitement humain. [Or], la Mal-mesure de l'homme constitue la critique d'une théorie spécifique de l'intelligence, s'appuyant souvent sur une interprétation particulière d'une certaine façon de pratiquer les tests mentaux : il s'agit, autrement dit, de la critique d'une théorie concevant l'intelligence comme une entité unimodale, génétiquement déterminée et inchangeable. »
Si cette vision héréditariste des « classiques » est disqualifiée, elle reste encore légion dans les esprits notamment aux États-Unis qui restent dans le cadre idéologique du nativisme.
Les « réformistes » comme les neuro-cognitivistes actuels reconnaissent l'aspect sociologique mais l'aspect génétique y est encore dominant. Or, selon Richard C. Lewontin, « Il n’y a pas de « part » respective des gènes et de l’environnement, pas plus qu’il n’y a de « part » de la longueur et de la largeur dans la surface d’un rectangle, pour reprendre une métaphore classique. L’exposition à l’environnement commence d’ailleurs dans le ventre maternel, et inclut des événements biologiques comme la qualité de l’alimentation ou l’exposition aux virus. Génétique et milieu ne sont pas en compétition, mais en constante interaction : on dit qu’ils sont covariants. Le comportement d’un individu serait donc à la fois 100 % génétique et 100 % environnemental. »
Or, on sait aussi que biologie, psychologie et sociologie forment une unité où ces trois hélices interagissent à divers degrés selon les pressions externes et internes.
Mais, selon René Zazzo, « Si Piaget n'est plus, on parle plus que jamais cependant des fonctions cognitives : le cognitivisme est dans le vent, et contre-vent d'ailleurs, en contrepartie de courants obscurs qui gagnent tout aussi bien la physique que la psychologie ».
Zazzo a tort de mettre dans le même sac Jean Piaget et le cognitivisme.[réf. nécessaire] En effet, si le cognitivisme (empiristes comme le « réformiste » Frank Ramus) et les néo-Piagétiens (pragmatistes comme le « radical » Howard Gardner) dénient la dialectique dans leurs objets d'étude dont l'intelligence et la cognition, Jean Piaget la met en lumière et l'exploite. Il use d'ailleurs abondamment du terme de « dialectique », bien plus qu'Henri Wallon, même si selon Tran-Thong sa dialectique est plus hégélienne que marxienne.
Cependant, il est vrai, que si l'école « classique » est accusée de « racisme » et de « réductionnisme », l'école « réformiste » née de la cybernétique influencée par l'empirisme pur reste en vogue aujourd'hui notamment grâce à l'intelligence artificielle.
Il y a encore aujourd'hui un déni des écoles « radicales » qui mettent en avant non pas UNE intelligence mais DES intelligences dont René Zazzo.[réf. souhaitée]

## Évaluation: passage de la qualité à la quantité
C'est de manière secondaire que la notion d'intelligence est venue chez les psychologues. Elle émerge en effet de la notion d' « idiotie » et d'« imbécilité » chez Alfred Binet, et de « débilité » et même  de la « connerie » chez René Zazzo. « Binet s'est employé à définir l'idiotie, l'imbécilité, avant de s'interroger sur les états d'arriération légère, puis enfin de s'avouer qu'on ne sait rien de l'enfant normal, et que c'est lui qu'il fallait commencer par décrire d'âge en âge : d'où la construction de la fameuse Échelle métrique du développement mental.
Or, les tests ne font que « mesurer » , l'intelligence logique comme le fait remarquer René Zazzo. Le terme de « mesurer » n'est pas à comprendre de manière arithmétique comme chez les « classiques » et les « réformistes » mais comme « un système d'évaluation » nouveau comme l'exprime Alfred Binet. De la même manière, Yvez Richez rejette également le terme de « mesure » pour le terme d' « évaluation ». 
Jean-Pierre Changeux aimerait « rayer » du vocabulaire le terme d'intelligence : « s'il existe un terme à rayer du vocabulaire, c'est bien celui d'intelligence ... » (Le Monde-Dimanche du 31 octobre 1982). Si René Zazzo est d'accord avec affirmation de Changeux ce n'est pas pour les mêmes raisons. « Mais, on ne supprime que ce qu'on remplace ». Or, Yves Richez, à la lumière des écarts entre la culture occidentale et la culture chinoise où la notion d'intelligence n'existe pas, « a ainsi rebaptisé la notion d’intelligence et de talent par MOON (MOde Opératoire Naturel). Cela a pour avantage d’éviter l’amalgame avec ce que le terme implique comme « idée » dans notre culture occidentale, un ensemble de catégories mesurables et quantifiables. ».
Pour Henri Wallon, « on ne saurait distinguer l'intelligence de ses opérations » selon la formulation d'Émile Jalley résumant Principes de psychologie appliquée (1930) de Wallon. 
Si on cherche à « rayer du vocabulaire le terme tout nu, tout cru, d'intelligence, c'est que, signifiant trop, il ne signifie rien. Il faut déchirer l'étiquette pour découvrir tous les objets qu'elle recouvre. Et depuis les débuts de ce siècle les découvertes sont nombreuses : 
- l'intelligence globale ou mosaïque évalué par l'échelle métrique de Binet,
- le facteur « général » mis en évidence par Spearman au moyen de l'analyse mathématique dite « équation tétrade »,
- l'intelligence des situations décrite par Wallon,
- les structures d'adaptation sensori-motrices, opératoires, hypothético-déductives analysées par Piaget,
- la pensée divergente ou créativité
- l'humour,
- l'intelligence rusée (Mètis), etc.

Sans parler de la mise en œuvre de ces « objets » par chacun de nous en sa vie quotidienne. Car il ne suffit pas de posséder telle « intelligence » et telle autre : il faut encore savoir s'en servir. Être intelligent c'est utiliser au bon moment et convenablement les moyens dont on dispose. C'est la « réalisation » qui compte, pour reprendre une notion et une hypothèse développées il y a quelques années par Reuchlin. »
En effet selon Yves Richez : « L’observation et l’étude tendent à montrer que le mot intelligence exprime la manière (mode opératoire) dont une espèce vivante utilise une ou partie de son corps pour saisir un objet afin de réaliser une opération locale ou processive en vue d’un résultat escompté. ».
L'intelligence ne peut se réduire au cerveau, ni à l'activité cognitive. Bianka Zazzo a obtenu expérimentalement « un meilleur rendement des fonctions cognitives par l'intervention de facteur cognitifs : capacités de mobilisation, de concentration, d'organisation, de contrôle. »,
Ainsi, l'intelligence ne peut être résumée à la citation apocryphe de Binet : « L'intelligence, c'est ce que mesure mon test ». « La formule est risible, effectivement parce qu'elle apparaît comme une définition circulaire : je définis l'intelligence par le test, et le test par l'intelligence. En fait sous son apparence débile, la démarche de Binet fut un coup de génie : c'est elle qui a brisé le cercle des sempiternelles médiations sur l'intelligence où le philosophe retrouvait à l'arrivée, en une définition bien léchée, ce qu'il pensait déjà plus ou moins clairement au départ. »
Certains chercheurs comme Jean-Pierre Changeux ou Yves Richez rejettent la mesure arithmétique soit la quantité pure à la suite de « l'illusion des mots [comme débilité, intelligence ou haut potentiel] renforcée par la caution d'un chiffre »  René Zazzo montre qu' « ils n'ont pas appris, ou pas compris, que « la quantité est toujours la quantité d'une certaine qualité » selon la formule de Paul Guillaume  (1942). Que les procédures de quantification varient selon la qualité à évaluer, qu'elles ne se réduisent pas aux seules règles de l'arithmétique. Que pour certaines qualités, deux fois deux ne font pas quatre. Et pourtant, dès le début du siècle, Binet expliquait et illustrait cette vérité à propos du développement mental. » 
René Zazzo sait également identifier « une dizaine « d'intelligences » au moins dont chacune est définie par sa fonction, son fonctionnement et ses œuvres ». Yves Richez a mis à jour 10 Modes opératoires naturels (MOON) dont 20 composantes cœurs. Or, « Il est à souligner que la plupart des objets identifiés (le test de Binet est une exception remarquable) relèvent d'une façon ou d'une autre de la logique et du raisonnement : c'est sans doute que la tendance naturelle du psychologue était d'aborder logiquement ce qu'est l'intelligence. »  Logique et raisonnement sont vus comme l'excellence du processus d'adaptation. Or, comme il le confirme le raisonnement n'est pas l'adaptation. Par ailleurs, pour Yves Richez, « Raisonner n’est pas réfléchir, le premier peut se contenter de mettre en ligne une chaîne d’idées organisée selon une modalité propre, là où réfléchir implique une modalité opératoire dont l’activité est de chercher, organiser, classer, enchaîner, mailler, “souder” des “idées” entre elles (telle l’élaboration du puzzle) » 
Ce que les tests d'intelligence (dont le QI) mesurent en définitif appartient à l'ordre de l'« intelligence logique » et non à l'« intelligence quotidienne », ni à la ruse (Mètis), à la créativité ou à l'humour entre autres objets et modes opératoires. 
Contrairement à ce que croient les neuro-cognitivistes, il n'y a pas de corrélation entre quotient intellectuel et facilité d'apprentissage comme le découvre Zazzo en 1945 et 1946 avec le cas de Josiane, 12 ans, ayant une incapacité à apprendre à lire et à écrire malgré un QI de 120.

## Diagnostic de niveau intellectuel de Binet et Simon

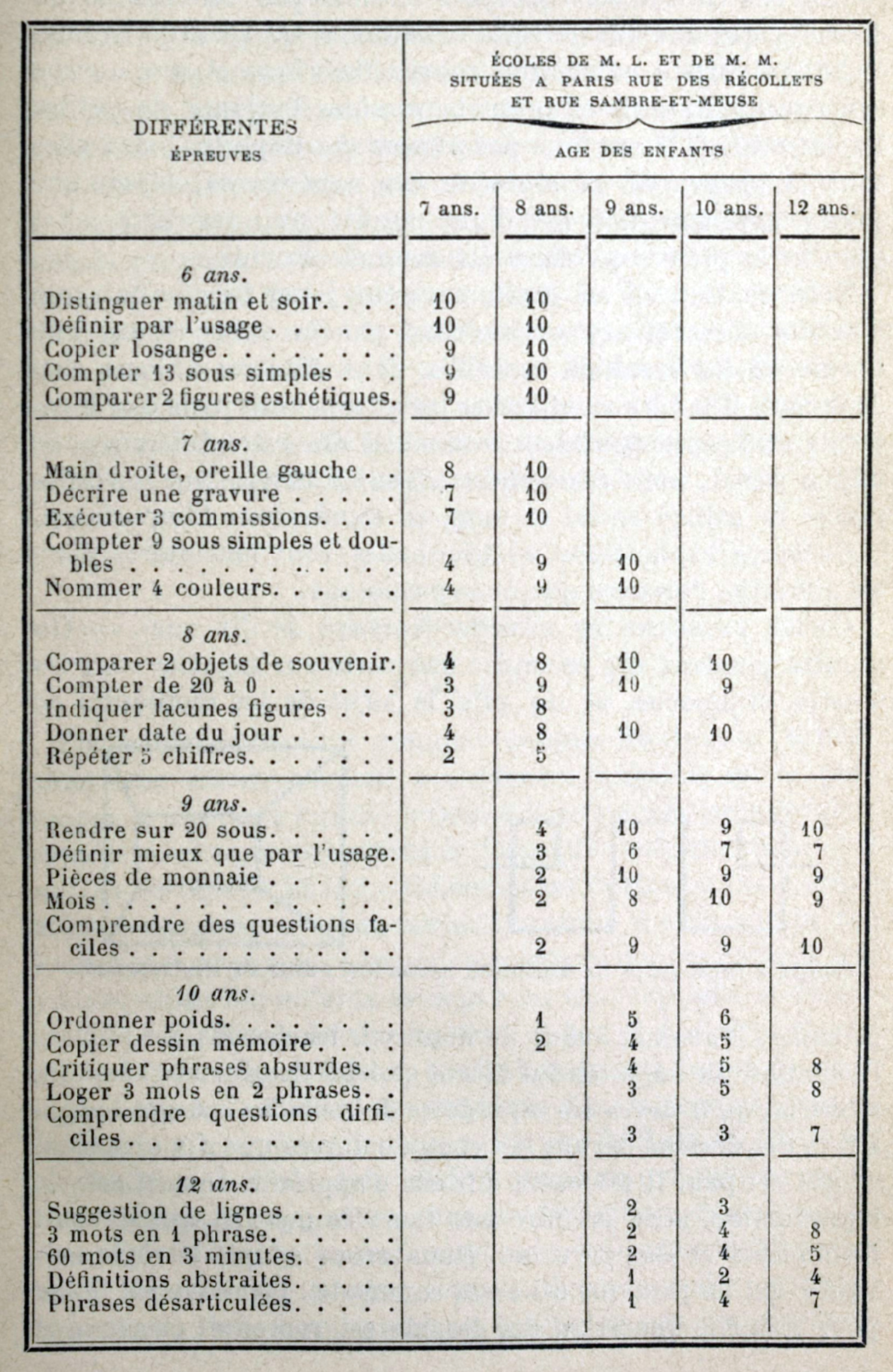
Tableau-type des résultats obtenus dans des expériences sur la mesure du niveau intellectuel, sur des enfants d'école primaire appartenant à un milieu médiocre de Paris. Les chiffres du tableau sont des proportions de réussite rapportées à 10. Ainsi, le chiffre 5 signifie que 5 enfants sur 10, soit la moitié, ont réussi l'épreuve.

Les recherches de Binet et Simon interviennent dans le contexte des travaux de la commission Bourgeois, auxquels participent Alfred Binet. Cette commission interministérielle, dirigée par Léon Bourgeois, a été créée en 1904 pour étudier à quelles conditions l'obligation scolaire serait applicable aux enfants qualifiés d'« arriérés », différentes solutions étant alors envisagées : « un enseignement spécial dans les asiles, une école spéciale, une école avec internat, des classes spéciales établies dans les écoles d'enfants normaux ». Elle aura pour conséquence, en 1909, la promulgation d'une loi créant des classes de perfectionnement pour ces enfants. La commission décide en 1905 « qu'aucun enfant suspect d'arriération ne serait éliminé des écoles ordinaires et admis dans une école spéciale sans avoir subi un examen pédagogique et médical attestant que son état intellectuel le rend inapte à profiter, dans la mesure moyenne, de l'enseignement donné dans les écoles ordinaires » ; dès lors, la question est de donner une méthode rigoureuse aux « futures Commissions d'examen » Dans ce but — celui de détecter l'inintelligence —, Binet et Simon publient en 1905 une « méthode de diagnostic du niveau intellectuel des anormaux »,. Ils appellent « échelle métrique de l'intelligence » leur série d'épreuves : 

« L'idée fondamentale de cette méthode est l'établissement de ce que nous appellerons une échelle métrique de l'intelligence ; cette échelle est composée d'une série d'épreuves, de difficulté croissante, partant d'une part du niveau intellectuel le plus bas qu'on puisse observer, et aboutissant d'autre part au niveau de l'intelligence moyenne et normale, à chaque épreuve correspond un niveau mental différent. Cette échelle permet, non pas à proprement parler la mesure de l'intelligence, — car les qualités intellectuelles ne se mesurent pas comme des longueurs, elles ne sont pas superposables, — mais un classement, une hiérarchie entre des intelligences diverses ; et pour les besoins de la pratique, ce classement équivaut à une mesure. »

 La méthode de Binet et Simon fait l'objet d'améliorations successives, en 1908 puis en 1911, à l'occasion desquelles Binet s'éloigne progressivement « des références de l’asile psychiatrique pour adapter son échelle aux enfants des écoles » : si le premier état de la méthode ne comporte aucune indication d'âge et vise principalement à faciliter le diagnostic d'arriération, les variantes ultérieures cherchent à mesurer le rapport entre le développement de l'intelligence cognitive de l'enfant et une norme à son âge, par des séries de questions dont les réponses sont comparées à un étalonnage effectué sur une population de référence, permettant d'indiquer l'âge mental réel de l'enfant au moment de la passation. Pour René Zazzo, la méthode mise au point par Binet représente une rupture épistémologique : « Avec Binet la coupure épistémologique est consommée. Il sera le premier à appliquer la mesure non pas à des phénomènes élémentaires, mais aux fonctions supérieures de l’esprit qui se manifestent dans la complexité de nos conduites ».
Ce travail est le point de départ de nombreux autres tests psychologiques, dont le test du QI élaboré par le psychologue allemand William Stern. En effet, en 1916, le psychologue Lewis Terman, de l'université Stanford met au point l'échelle d’intelligence Stanford–Binet, adaptée du test Binet-Simon, qui permet de mesurer le quotient intellectuel. Cependant, contrairement à Stern, pour Binet : « le mot mesure n'est pas pris ici au sens mathématique... il y a là tout un système d'évaluation que nous croyons nouveau et dont nous n'avons pas le temps d'exposer les principales conséquences philosophiques ».

## Nouvelle échelle métrique de l'intelligence

### NEMI 1
René Zazzo développe l'œuvre de Binet par ses travaux sur la NEMI 1 à partir de 1946.
En 1966, il introduit la « nouvelle échelle métrique de l'intelligence »(NEMI), dont les items sont détaillés comme suit, :
- À 3 ans, l'enfant peut : 
  - Montrer son nez, sa bouche, son œil…
  - Est capable de nommer une clef, un couteau, etc.
  - Est capable d'énumérer une gravure
  - Répéter 2 chiffres
  - Dire son nom de famille

- À 4 ans, l'enfant est capable de :
  - Comparer deux nombres
  - Répéter trois chiffres
  - Jouer à des jeux de patience
  - Recopier un carré

- À 5 ans, l'enfant peut 
  - Faire des comparaisons esthétiques
  - Compter jusqu'à 4 jetons
  - Nommer les couleurs
  - Distinguer matin, après-midi, soir

- À 6 ans, il peut :
  - Compter 13 jetons
  - Différencier main droite et main gauche
  - Copier un losange

- À 7 ans, il peut :
  - Décrire une gravure
  - Il a une logique verbale de 1er degré
  - Donner la date du jour

### NEMI 2
La NEMI 2 sera créée ultérieurement.